# صالح الشايجي
صالح الشايجي، مؤلف كويتي ولد في منطقة القبلة في الكويت. هو كاتب في صحيفة الانباء منذ عام 1988، وعمل مدرسا للغة العربية والتربية الدينية للمرحلة المتوسطة.

## السيرة الذاتية
ولد المؤلف والكاتب صالح الشايجي في منطقة القبلة في الكويت. هو كاتب في صحيفة الانباء منذ عام 1988، وقبلها كان يكتب في القبس منذ عام 1977. مر مروراً بالوطن في أوائل الثمانينيات ولم يمكث فيها كثيراً، وقبلها كان إعلامياً يعمل مذيعاً في الإذاعة والتلفزيون منذ عام 1966، وعمل مدرسا للغة العربية والتربية الدينية للمرحلة المتوسطة. صالح الشايجي هو ابن لناصر صالح الشايجي سارة أحمد الرشيد. كان والده يعمل بالتجارة ولديه مناجر، وكان صلباً وشديداً. دخل أول مدرسة بعمر 5 سنوات وكانت مدرسة المثني عام 1950، ثم انتقل لمدرسة حولي المتوسطة ثم ثانوية الشويخ، ولم يكمل فيها تعليمه، حيث عمل بعد ثانية ثانوي واكمل الثانوية العامة في البحرين عام 1969، قبل الإذاعة عمل في بنك الخليج، ثم دخل دار المعلمين وتخصص لمدة سنتين في اللغة العربية والتربية الإسلامية. عمل في التدريس لمدة عام واحد ولم يكمل فيها.

## أعمال المؤلف

### إدارة مسرحيات
- مسرحية رزنامة، 1970.[6]
- مسرحية مدير طرطور، 1972.[7]
- مسرحية كاوبوي في الدبدبة، 1972.[8]
- مسرحية ثور عيده، 1972.[9]